# مسکینجه
مسکینجه (به لاتین: Miskindzha) یک منطقهٔ مسکونی در روسیه است که در شهرستان دوکوزپارینسکی واقع شده‌است.